# Superkrstarenje
Superkrstarenje je napredna mogućnost dugotrajnog krstarenja modernih mlaznih zrakoplova pete generacije nadzvučnim brzinama bez korištenja naknadnog dogorijevanja goriva. Većina današnjih poznatih mlaznih zrakoplova za let nadzvučnim brzinama koristi opciju naknadnog dogorijevanja koja je u odnosu na let podzvučnim brzinama izrazito neučinkovita zbog tipično niskog tlaka na izlazu iz motora odnosno goleme potrošnje goriva, zbog čega zrakoplovi koji imaju opciju superkrstarenja mogu značajno duže letjeti nadzvučnim brzinama negoli konvencionalni zrakoplovi četvrte generacije koji koriste naknadno dogorijevanje. 
Mogućnost superkrstarenja kod modernih zrakoplova omogućuje konstrukciju sa značajno manjim spremnicima goriva što se povoljno odražava na sveukupnu masu zrakoplova i samim time njegove letne karakteristike a sve navedeno predstavlja veliku borbenu nadmoć zrakoplova kao što su američki F-22 i europski Eurofighter Typhoon nad klasičnim zrakoplovima četvrte generacije koji nemaju mogućnost superkrstarenja. 
Zbog svega superkrstarenje označava značajno povećanje brzine zrakoplova pod punim borbenim opterećenjem, tako svi zrakoplovi prije F-22 pod borbenim opterećenjem tipično krstare na brzinama 0,8 - 0.9 Mach-a dok zrakoplovi kao F-22 i Eurofighter Typhoon krstare na značajno većim brzinama.
Ipak, iako je nadzvučni let superkrstarenjem u smislu potrošnje goriva daleko učinkovitiji negoli proces naknadnog dogorijevanja, kod kojeg se gorivo troši jako brzo i ovakav let karakterizira značajno veća potrošnja goriva u odnosu na let podzvučnim brzinama, tako će primjerice prema nekim procjenama dolet zrakoplova F-22 zbog leta nadzvučnom brzinom pasti sa standardnih 600 na 450 nautičkih milja.
Danas većina poznatih zrakoplova četvrte generacije nema opciju superkrstarenja već za supersonični let koriste opciju naknadnog sagorijevanja, prema projekcijama pojedinih nacionalnih naprednih programa zrakoplova 5. generacije, većina novih zrakoplova će posjedovati mogućnost superkrstarenja. 
Prvi zrakoplov koji je mogao nadzvučno letjeti bez naknadnog dogorijevanja bio je zrakpolov English Electric Lightning 
Ipak takvo je superkrstarenje bilo ograničeno na brzinu od približno 1,02 Mach-a, dok su kasnije inačice dostizale znatno veće brzine.

## Poznati zrakoplovi s mogućnošću superkrstarenja
Trenutno korišteni
- Eurofighter Typhoon[2]
- Gripen E
- Dassault Rafale
- F-22 Raptor[2]

 Povučeni iz upotrebe
- English Electric Lightning
- SR-71 Blackbird
- Lockheed A-12

 Korišteni u komercijalnom zrakoplovstvu
- Concorde
- Tu-144